# Lestodiplosis pulchella
Lestodiplosis pulchella är en tvåvingeart som först beskrevs av Johannes Winnertz 1853.  Lestodiplosis pulchella ingår i släktet Lestodiplosis och familjen gallmyggor.
Artens utbredningsområde är Tyskland. Inga underarter finns listade i Catalogue of Life.